# Škoda T-15
Škoda T-15 — экспериментальный германо-чешский лёгкий танк времён Второй мировой войны, который не был принят на вооружение. Всего было создано 5 экземпляров. 

## История

### Проект лёгкого разведывательного танка
Проект танка появился в 1939 году, уже после оккупации Чехословакии немцами. Лидеры чехословацкого машиностроения Škoda и ЧКД вынуждены были трудиться для проектирования германских боевых машин: предпочтительным вариантом были лёгкие танки и вспомогательные бронеавтомобили, так как чехословацкие средние и тяжёлые танки, с точки зрения немцев, были уже устаревшими. В середине 1939 года в OKW прошло совещание, на котором было принято решение о создании разведывательного танка.
Вермахту требовался танк, вооружённый пушкой калибра 20 или 37 мм, защищённый лобовым бронированием толщиной 30 мм, высокоподвижный, развивающий скорость до 50 км/ч. Техническое задание было выдано 15 сентября 1939 года фирме MAN, а затем к работе подключились Škoda-Werke и ВММ. Вскоре требования повысились: масса ограничивалась 11-13 тоннами, а максимальная скорость должна была составить 60 км/ч. Итоговая спецификация получила название WaPruf 6. За работу взялась Škoda-Werke, которая решила использовать лёгкий танк LT vz.38 и создать на его основе новую машину. Последняя получила индекс T-15.

### Компоновка
Внешне корпус напоминал LT vz.38, однако его элементы не клепались, а сваривались. Толщина бронелистов варьировалась от 8 мм (днище) до 25-30 мм (борта и лоб корпуса). В передней части корпуса размещались узлы трансмиссии и отделение управления, где находилось место механика водителя. Среднюю часть занимало боевое отделение, где размещались боекомплект и место командира танка. На крыше башни со смещением влево устанавливалась приземистая командирская башенка с перископическим наблюдательным прибором.

### Вооружение
Вооружение было установлено в сварной башне новой формы: в лобовом листе монтировалась установка из 37-мм пушки Škoda A19 и 7,92-мм пулемета MG-34, а наведение на цели осуществлялось при помощи монокулярного оптического прицела, установленного слева от пушки. Боекомплект состоял из 78 выстрелов и 2100 патронов. Пушка стреляла снарядами массой 1650 г, которые имели начальную скорость 782 м/с и на расстоянии одного километра пробивали под прямым углом бронеплиту толщиной 41 мм. Также использовались осколочные гранаты массой 1,5 кг, развивавшие начальную скорость 600 м/с и имевшие максимальную дальность стрельбы 4000 метров.

### Двигатель
В кормовой части корпуса располагался бензиновый 8-цилиндровый двигатель Škoda T-15 мощностью 220 лошадиных сил, оснащенный жидкостной системой охлаждения. Рядом с двигателем устанавливался вентилятор и топливный бак. Боевой и моторный отсеки разделялись противопожарной бронированной перегородкой. Максимальная скорость составляла 50 км/ч, а запас хода — 200 км. Танк преодолевал стенки высотой 0,8 м, рвы шириной 1,6 м и броды глубиной 1 м.

### Ходовая часть
Ходовая часть танка Т-15 во многом повторяла LT vz.38, но имела ряд отличий. В её состав входили 4 сдвоенных опорных катка с амортизацией на листовых полуэллиптических рессорах, три сдвоенных поддерживающих ролика и переднее ведущее колесо. Для усиления жесткости конструкции были добавлены металлические пластины, крепившиеся к втулкам колес.

## Сборка и судьба танков
В начале 1941 года, ещё до завершения постройки прототипа, вермахт подписал с фирмой Skoda-Werke контракт на поставку пяти прототипов, предназначавшихся для ходовых и статических испытаний. При этом два танка изготовлялись из неброневой стали. Прототипы Т-15 должны были поставить между ноябрем 1941 и мартом 1942, но из-за провала операции «Барбаросса» этот график оказался сорванным. Первые тесты легких танков Т-15 провели в марте—июне 1942, а в июле—октябре в Куммерсдорфе прошли повторные испытания. Итого Škoda-Werke собрала четыре прототипа. Впрочем, от строительства пятого танка немецкая армия отказалась в начале 1944 года, так как к этому времени в серийном производстве уже находился более совершенный Pz.II Ausf.L. В итоге танки были попросту разобраны, и отпали проекты их вариантов T-15А, Т-15В, T-15S и Т-16.